# Валя Кълмъцуюлуй
Валя Кълмъцуюлуй (на румънски: Valea Călmățuiului) е село в окръг Браила, югоизточна Румъния, част от територията на град Ънсурацей. Населението му е около 100 души (2002).
Разположено е на 18 метра надморска височина в Долнодунавската равнина, на левия бряг на река Кълмъцуй и на 45 километра югозападно от град Браила. Селището е създадено в средата на XX век под името Рубла като място за принудително заселване на противници на комунистическия режим.